# 제4회 전국동시지방선거 전라남도
이 문서는 제4회 전국동시지방선거 중 전라남도에 대한 내용이다. 광역자치단체장인 전라남도지사 선거에서는 박준영(민주당) 전라남도지사가 재선되었다. 기초자치단체장 선거 22곳 중 열린우리당이 5곳에서, 민주당이 10곳에서, 무소속이 7곳에서 당선되었다.
기초자치단체장 선거 22곳 결과
※비율 표시는 소수점 셋째 자리에서 버림하였다.

## 광역·기초자치단체장

### 전라남도지사
2006년 5월 31일 제4회 전국동시지방선거 전라남도지사 선거 결과, 박준영(민주당) 후보자가 전라남도지사에 재선되었다.

### 목포시장
2006년 5월 31일 제4회 전국동시지방선거 목포시장 선거 결과, 정종득(민주당) 후보자가 목포시장에 재선되었다.

### 여수시장
2006년 5월 31일 제4회 전국동시지방선거 여수시장 선거 결과, 오현섭(민주당) 후보자가 여수시장에 당선되었다.

### 순천시장
2006년 5월 31일 제4회 전국동시지방선거 순천시장 선거 결과, 노관규(민주당) 후보자가 순천시장에 당선되었다.

### 나주시장
2006년 5월 31일 제4회 전국동시지방선거 나주시장 선거 결과, 신정훈(무소속) 후보자가 나주시장에 재선되었다.

### 광양시장
2006년 5월 31일 제4회 전국동시지방선거 광양시장 선거 결과, 이성웅(민주당) 광양시장에 재선되었다.

### 담양군수
2006년 5월 31일 제4회 전국동시지방선거 담양군수 선거 결과, 이정섭(민주당) 후보자가 담양군수에 당선되었다.

### 장성군수
2006년 5월 31일 제4회 전국동시지방선거 장성군수 선거 결과, 유두석(무소속) 후보자가 장성군수에 당선되었다.

### 곡성군수
2006년 5월 31일 제4회 전국동시지방선거 곡성군수 선거 결과, 조형래(무소속) 후보자가 곡성군수에 당선되었다. 조형래 당선자는 제40대 곡성군수(1995. 7.~1998. 6.)를 지냈다.

### 구례군수
2006년 5월 31일 제4회 전국동시지방선거 구례군수 선거 결과, 서기동(열린우리당) 후보자가 구례군수에 당선되었다.

### 고흥군수
2006년 5월 31일 제4회 전국동시지방선거 고흥군수 선거 결과, 박병종(민주당) 후보자가 고흥군수에 당선되었다. 박병종 당선자는 제7대 전라남도의회의원(2005. 5.~2006. 3.)을 지냈다.

### 보성군수
2006년 5월 31일 제4회 전국동시지방선거 보성군수 선거 결과, 정종해(민주당) 후보자가 보성군수에 당선되었다.

### 화순군수
2006년 5월 31일 제4회 전국동시지방선거 화순군수 선거 결과, 전형준(민주당) 후보자가 화순군수에 당선되었다.

### 장흥군수
2006년 5월 31일 제4회 전국동시지방선거 장흥군수 선거 결과, 김인규(무소속) 후보자가 장흥군수에 재선되었다.

### 강진군수
2006년 5월 31일 제4회 전국동시지방선거 강진군수 선거 결과, 황주홍(민주당) 후보자가 재선되었다.

### 완도군수
2006년 5월 31일 제4회 전국동시지방선거 완도군수 선거 결과, 김종식(열린우리당) 후보자가 재선되었다.

### 해남군수
2006년 5월 31일 제4회 전국동시지방선거 해남군수 선거 결과, 박희현(민주당) 후보자가 재선되었다.

### 진도군수
2006년 5월 31일 제4회 전국동시지방선거 진도군수 선거 결과, 박연수(열린우리당) 후보자가 당선되었다.

### 영암군수
2006년 5월 31일 제4회 전국동시지방선거 영암군수 선거 결과, 김일태(열린우리당) 후보자가 당선되었다.

### 무안군수
2006년 5월 31일 제4회 전국동시지방선거 무안군수 선거 결과, 서삼석(열린우리당) 후보자가 재선되었다.

### 영광군수
2006년 5월 31일 제4회 전국동시지방선거 영광군수 선거 결과, 강종만(무소속) 후보자가 당선되었다. 강종만 당선자는 영광군의원(1995. 7.~2002. 6.)과 전라남도의원(2002. 7.~2006. 6.)을 지냈다.

### 함평군수
2006년 5월 31일 제4회 전국동시지방선거 함평군수 선거 결과, 이석형(무소속) 후보자가 당선, 3선 군수가 되었다.

### 신안군수
2006년 5월 31일 제4회 전국동시지방선거 신안군수 선거 결과, 고길호(무소속) 후보자가 재선되었다. 고길호 당선자는 전라남도의원(1998. 7.~2002. 3.)을 지냈으며, 민선 3기 신안군수이다.